# Tour Saint-Nicolas (Dijon)
La Tour Saint-Nicolas est un édifice situé dans la ville de Dijon, dans le département de la Côte-d'Or, près de la rue Jean-Jacques Rousseau. Cette tour qui s’élève à 32 mètres de hauteur est le beffroi de l’ancienne église Saint-Nicolas aujourd’hui disparue. Au sommet se trouve une cloche datée "1654" pesant 1 800 kg. 

## Description
S'élevant au-dessus des habitations, la tour est marquée de plusieurs cordons répartis à des intervalles irréguliers. Le dernier niveau est surmonté d'un ensemble de baies jumelées assez étroites. Déployées sur tous les côtés, ces arcades sont au nombre de trois par face. Destiné à recevoir les cloches cet étage est couvert d'une toiture à quatre pans en ardoise. Le côté donnant sur l'impasse est agrémenté de deux petites ouvertures et d'une grosse horloge qui donne les heures aux habitants du quartier. L’intérieur était desservi par un escalier à rampe droite en bois[réf. souhaitée].

## Historique
L’histoire de la tour Saint-Nicolas est liée à l'existence d’un des faubourgs de l’ancien Dijon : le faubourg Saint-Nicolas. Au Moyen Âge, il se situait à l’extérieur des remparts, au nord de la ville. Depuis la fin du XIIe siècle, existait à cet endroit l’église primitivement dédiée à Saint-Nicolas. Celle-ci fut entièrement détruite lors de l’Alerte de Saint-Quentin, épisode dijonnais des Guerres d’Italie, en 1557. On reconstruisit une chapelle qui fut, elle aussi, détruite lors de l'approche des troupes de Gallas en 1636. Ainsi, au milieu du XVIIe siècle, les habitants du faubourg Saint-Nicolas ne disposaient-ils plus d'église conforme à la pratique du culte catholique. Ils prirent alors l’habitude de se réunir dans une chapelle datant du XVe siècle, bâtie par Jean de Noident, alors Bailli de Dijon, à l’intérieur de la ville. La chapelle dut donc être agrandie tout au long du XVIIe siècle afin d'accueillir tous les paroissiens. La nouvelle église paroissiale Saint-Nicolas fut consacrée par l'évêque de Langres Charles d'Escars le 10 juin 1610. Celle-ci mesurait 36,5 mètres de long, 13,7 de hauteur et 13,4 de largeur. Voûtée en 1688, constituée d'une nef de sept travées avec bas-côtés, d'un transept et d'un chœur surmonté d'un clocheton, l'église fut détruite en 1792 pendant la période révolutionnaire[réf. souhaitée].
D'après l'historien dijonnais Henri Chabeuf, l'église ne présentait aucun intérêt architectural majeur et abritait, au-dessus du maître-autel, un tableau du peintre Nicolas Quentin qui représentait la Résurrection. Il ajoute que les orgues qu'il qualifiait d'"assez belles" ont été vendues pour 52 francs et 50 centimes en 1796. L’actuelle tour Saint-Nicolas est le seul vestige visible de cet édifice.

## Galerie

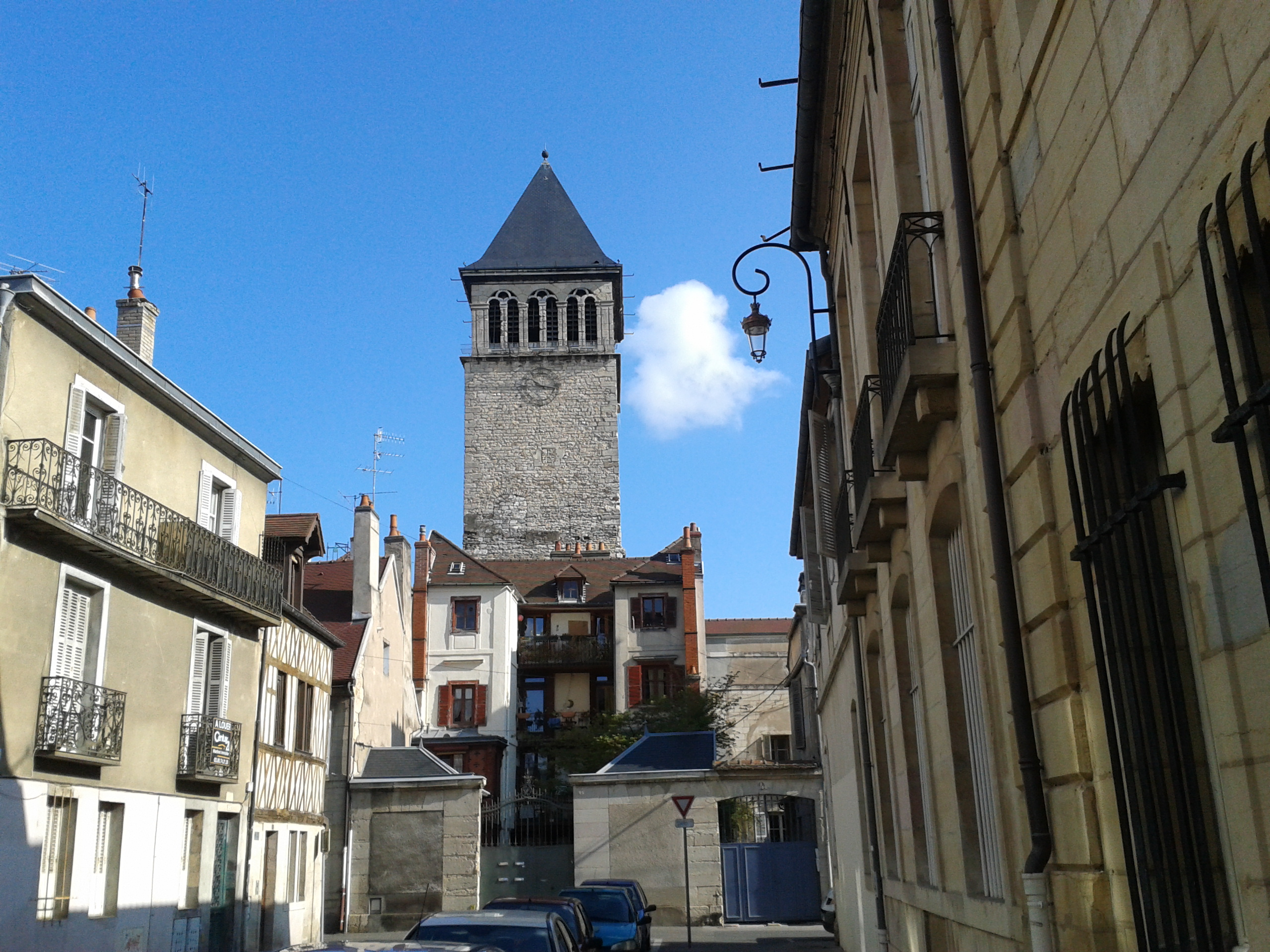
Tour Saint-Nicolas vue depuis la rue Proudhon
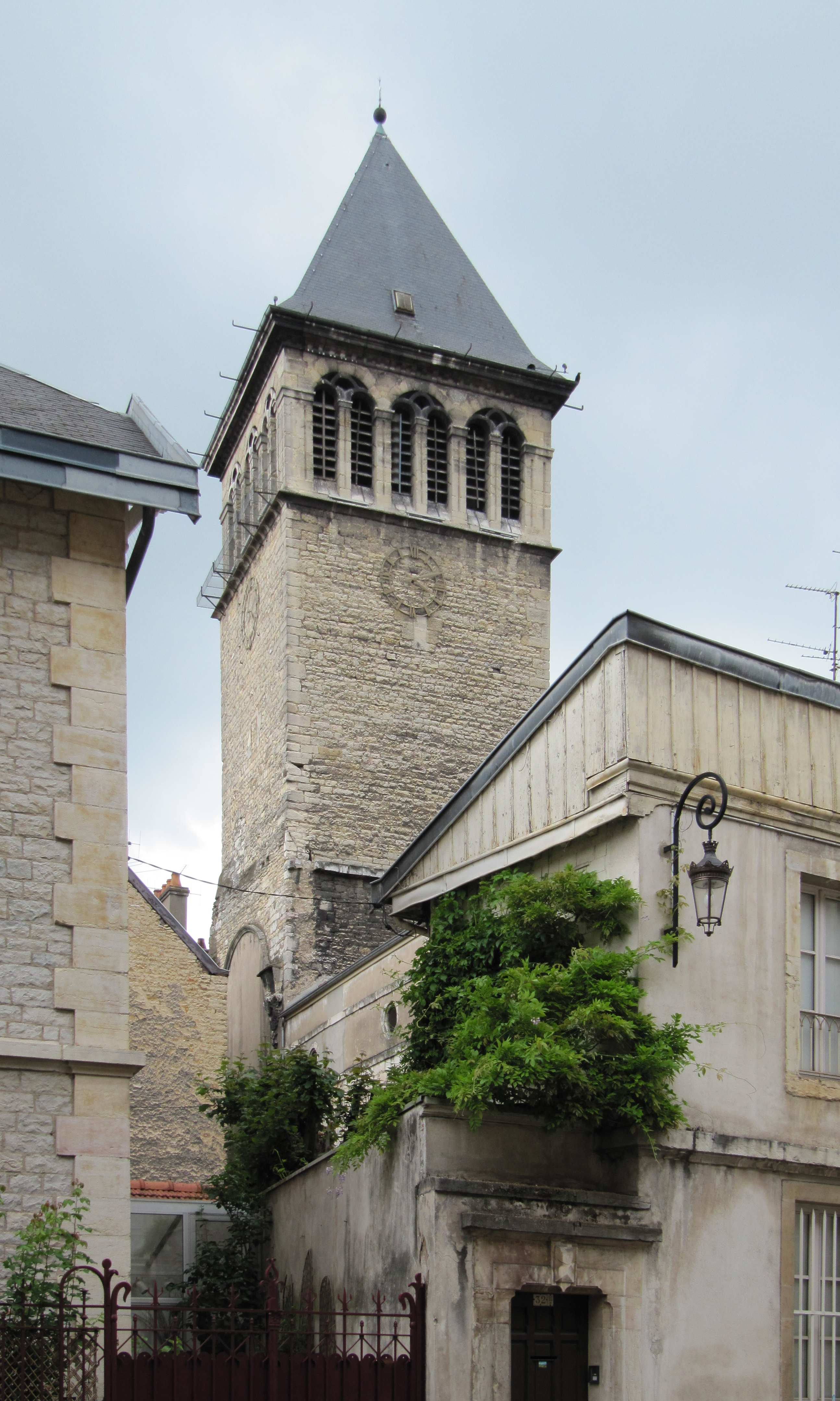
Tour Saint-Nicolas vue depuis la rue d'Assas